# Brodek u Konice
Obec Brodek u Konice (německy Deutsch Brodek) se nachází v okrese Prostějov v Olomouckém kraji. Je nejvýše položenou obcí na Konicku. Brodek patřil do litovelského okresu, od roku 1960 je v okrese Prostějov. Žije zde 798 obyvatel.

## Název
Jméno Brodek je zdrobnělina od slova brod. Asi tu bývala bažinatá krajina, kterou se lidé i zvířata při přecházení brodili a ves na bažinatém místě nazvali Brodkem. To je také důkazem, že to původně, v nejstarších dobách své existence, byla ves česká. Když později válkami a nemocemi mnoho lidí ubylo, dosazovaly vrchnosti na opuštěné majetky nové přistěhovalce, většinou národnosti německé, a tak se Brodek i s okolím pomalu poněmčoval. V roce 1872 dostal Brodek přídomek Německý Brodek – Deutsch Brodek. V letech 1945–1946 byli brodečtí Němci vysídleni a Brodek byl osazen Čechy z okolí. Úřední název Brodek u Konice dostal Brodek v roce 1952, aby se odlišil od dalších sídel téhož jména, zejména poměrně nedalekých hanáckých obcí Brodek u Prostějova a Brodek u Přerova..

## Historie
První zmínka o Brodku je v olomouckých půhonech v roce 1575. Tehdy vladykové Matyáš Frydrych a Kryštov Laškovský ze Švábenic a na Rakové prodali Brodek s Dešnou a Lhotou opatu Kašparovi z kláštera Hradisko u Olomouce. Poněvadž byl klášter zadlužen, prodal tyto obce již příští rok Hanušovi Haugvicovi z Biskupic, Račic a na Chropyni, zemského hejtmanovi moravskému. Později patřil Brodek k panství konickému a šebetovskému. Na staré pečeti měl Brodek ve znaku strom a pod ním radlici pluhu.
Přifařen byl Brodek do Konice, část obce do Knínic. Samostatná fara byla zřízena roku 1784 a prvním farářem byl Dr. Josef Urtika. Od tohoto roku má Brodek s Dešnou a Lhotou matriky. Roku 1725 byla v Brodku postavena kaple zasvěcená Petru a Pavlovi. Jak v obci přibývalo obyvatel, stala se kaple nedostačující a proto bylo rozhodnuto postavit na jejím místě kostel. Stavba byla zahájena v roce 1801 a již 19. září 1802 byl kostel vysvěcen. Na hlavním oltáři je obraz Loučení apoštolů. Obraz namaloval vídeňský malíř Josef Redl a je v památkové ochraně. V roce 1806 byly v kostele instalovány varhany, pocházející z dílny pana Siebra z Brna. V roce 1830 byla postavena na horním konci Brodku kaplička, v roce 1784 byl zřízen hřbitov. Do té doby byli mrtví pohřbíváni v Konici.
V roce 1853 byl v Brodku zřízen zdravotní obvod, roku 1869 poštovní úřad a roku 1872 byl Brodek povýšen na městys a byly mu povoleny tři trhy ročně. Náměstí bylo rozšířeno odstraněním dvou domů a byl na něm postaven pomník císaři Josefu II., který byl roku 1918 odvezen. Největšího rozmachu nabyla obec v roce 1890, kdy zde bylo 257 domů a v nich bydlelo 1647 obyvatel (z toho 19 Čechů, ostatní Němci). V roce 1921 se z celkového počtu 1336 hlásilo k československé národnosti pouze 59 obyvatel. Brodek byl totiž centrem tzv. brodeckého jazykového ostrova, kam kromě něj patřily i obce Dešná, Labutice, Lhota u Konice, Runářov a Skřípov. V roce 1932 byla provedena elektrifikace a následujícího roku byla zahájena autobusová doprava z Horního Štěpánova do Brodku a Ptení. V roce 1936 zřídila v Brodku svou pobočku továrna Rolného z Prostějova. Kromě toho zde byla také továrna na dámské klobouky a obuv.
Dešná je už místní částí Brodku. Dříve byla samostatnou obcí, nyní je spojena s Brodkem. Starou vzácnou památkou je kaple, zasvěcená panně Marii sedmibolestné, pocházející z roku 1844, která byla v letech 1970–1971 opravena. Před kapličkou stojí kamenný kříž, na jehož podstavci jsou umístěny sochy Maří Magdalény a svatého Jana.

## Obyvatelstvo

### Struktura
Vývoj počtu obyvatel za celou obec i za jeho jednotlivé části uvádí tabulka níže, ve které se zobrazuje i příslušnost jednotlivých částí k obci či následné odtržení.
| Místní části   | Místní části         | 1869 | 1880 | 1890 | 1900 | 1910 | 1921 | 1930 | 1950 | 1961 | 1970 | 1980 | 1991 | 2001 | 2011 |
| -------------- | -------------------- | ---- | ---- | ---- | ---- | ---- | ---- | ---- | ---- | ---- | ---- | ---- | ---- | ---- | ---- |
| Počet obyvatel | část Brodek u Konice | 2848 | 2855 | 2842 | 2539 | 2545 | 2234 | 2061 | 1217 | 1319 | 1191 | 1137 | 1012 | 933  | 868  |
| Počet domů     | část Brodek u Konice | 443  | 456  | 456  | 441  | 439  | 444  | 461  | 329  | 290  | 283  | 283  | 335  | 354  | 358  |

## Přírodní poměry
Brodek u Konice spolu s okolními vesnicemi leží v části nazývané Štěpánovská planina, která je součástí Konické vrchoviny. Je to plochá, mírně zvlněná část Drahanské vrchoviny. Výškové rozdíly v krajině nejsou velké, nejvyšším bodem je Babylón (676 m). Oblast tvoří krajina zemědělská a lesohospodářská. Souvislejší plocha lesa je jen na západě ve směru Skřípov, Úsobrno, Kořenec. Na jih od obce se táhne souvislejší plocha Bukovského lesa. Na sever od obce je to les Švábensko, který je v současné době vojenským prostorem. Lesy jsou to hlavně smrkové. Ze zemědělské půdy je nejvíce půdy orné. Pěstují se hlavně obilniny, brambory, len řepka olejka a pícniny. U Skřípova můžeme najít zbytky rašelinišť. Podnebí je v této oblasti drsnější, méně příznivé než v jiných částech okresu. Nejteplejším měsícem bývá červenec, nejchladnějším leden. Jaro začíná později než na Hané, zima zase dříve. V oblasti je velký počet větrných dnů. V minulosti využívali lidé větrnou energii k pohánění větrných mlýnů. V Brodku byly dva, do dnešní doby se nezachoval žádný. I srážkově je tato oblast chudší. Hlavně v letních měsících je málo vydatnějších dešťů. Při vycházkách do okolí můžeme pozorovat různé typy prostředí s určitými zástupci rostlin a živočichů.

## Hospodářská činnost
Brodek u Konice je střediskovou obcí pro nejbližší okolí s vesnicemi Labutice, Jednov, Suchdol, Lhota u Konice, Hrochov, Lipová a Skřípov. V obci je obecní úřad, pošta, spořitelna, knihovna, matrika, zdravotní středisko, kino, sportovni areál, kadeřnictví. Jsou tu tři obchody s potravinami, jedno pohostinství, květinarstvi , prodejna pro zahrádkáře. Pro zaměstnanost obyvatel má význam místní závod Preciosa. Kdysi tu fungovalo i OP Prostějov, které zaměstnávalo převážně ženy ve dvousměnném provozu. Mělo kolem 130 zaměstnanců. Výroba byla zaměřena na šití balonových dámských a pánských plášťů, zimních bund a zateplených plášťů. Hotové výrobky šly na tuzemský trh i na export do Švýcarska a SRN. Preciosa má v současné době asi 190 zaměstnanců a patří k prosperujícím závodům. Výroba je zaměřena na brousící aparáty, hydraulická zařízení a další. Po zániku Státního statku obhospodařují zemědělskou půdu v okolí družstva vlastníků půdy. V Brodku působí i stavební organizace Stavos.

## Památky a turistické zajímavosti
- Farní kostel sv. Petra a Pavla
- Krucifix za kostelem
- Kaplička v obci

## Části obce
- Brodek u Konice (k. ú. Brodek u Konice a Dešná)
- Lhota u Konice

Od 1. července 1980 do 23. listopadu 1990 k obci patřil i Skřípov.

## Fotogalerie

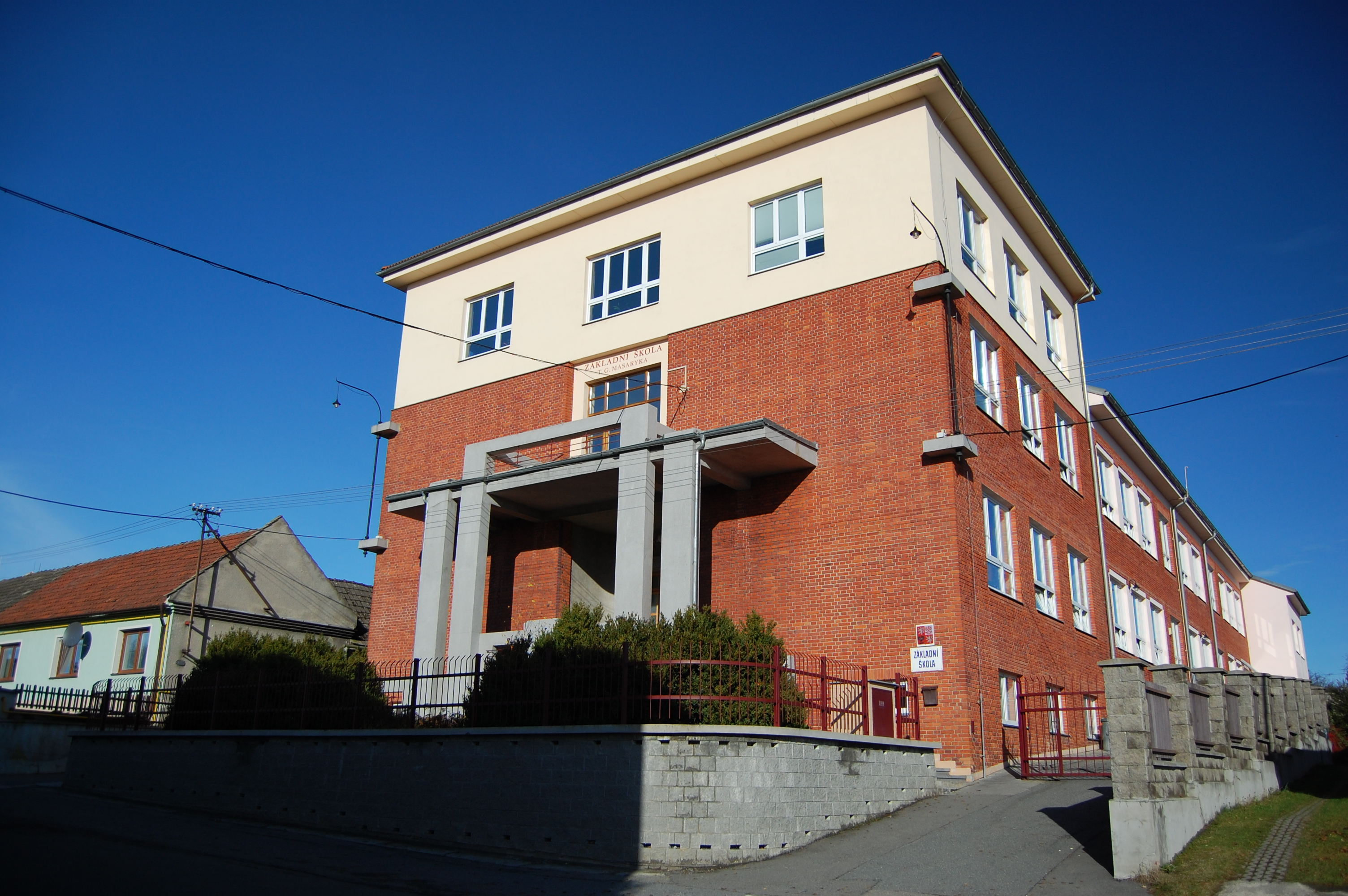
Základní škola T. G. Masaryka
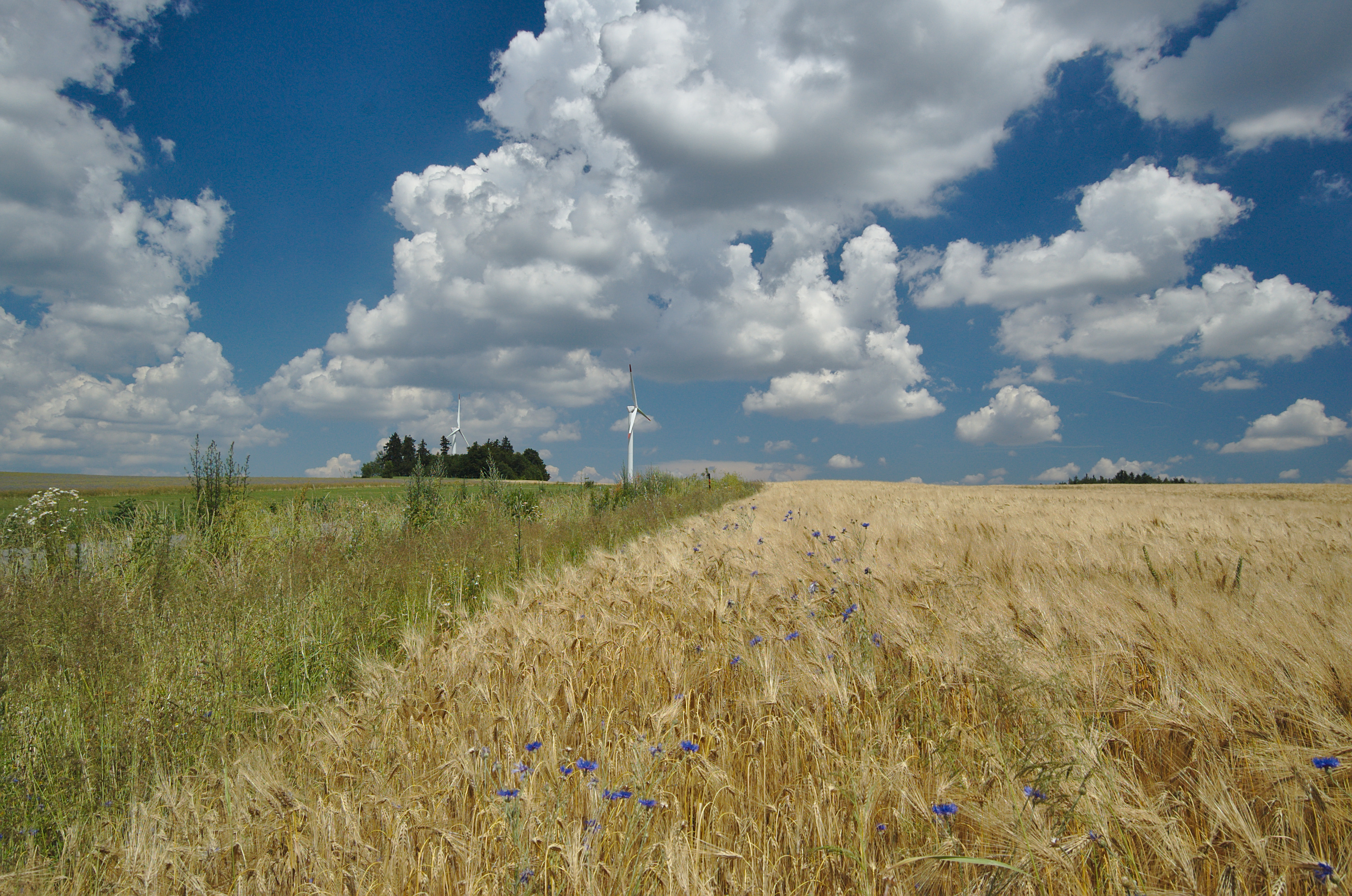
Větrné elektrárny u Brodku u Konice
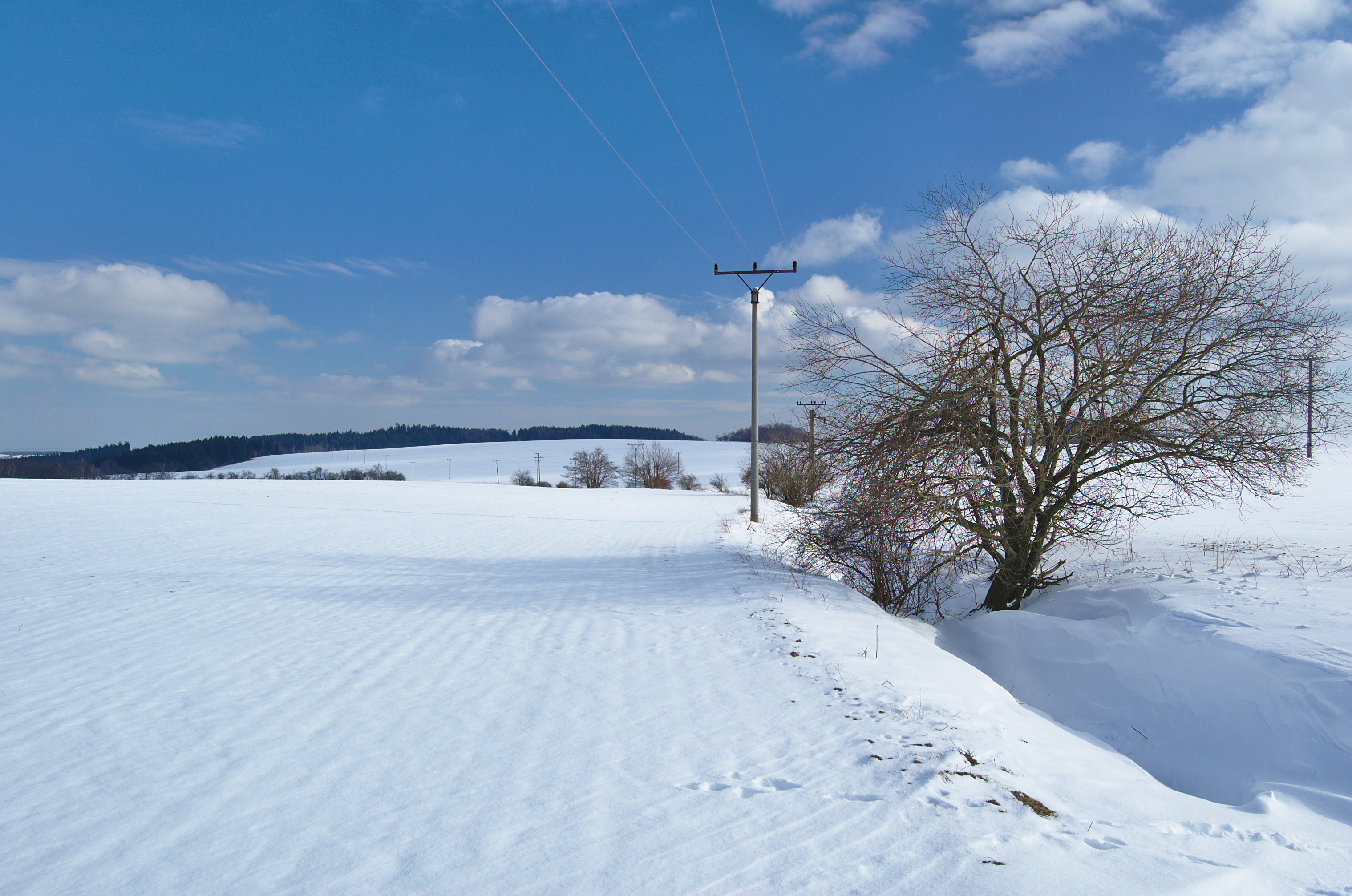
Pramen bezejmenného pravostranného přítoku Bukovanky
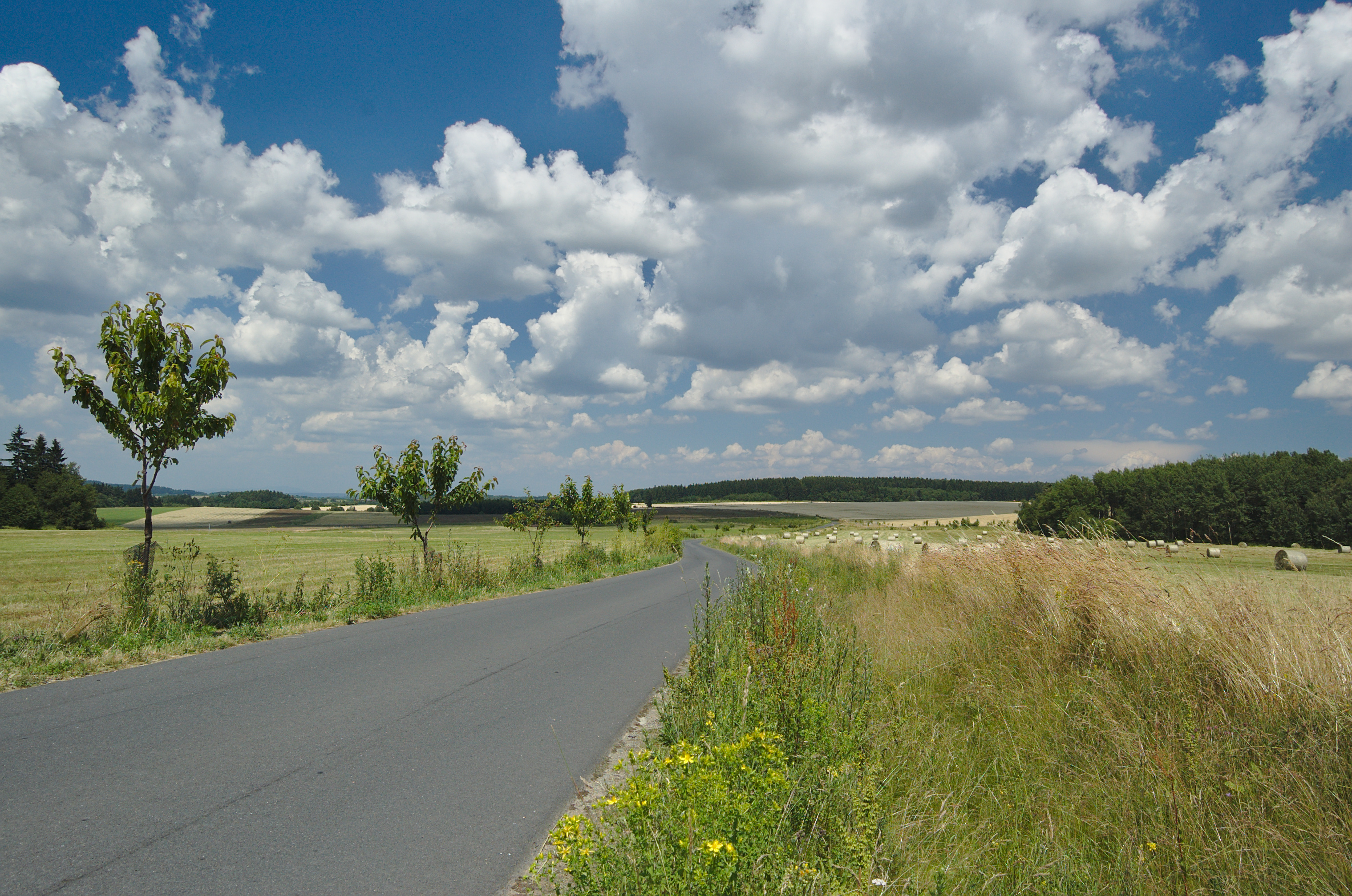
Krajina směrem na Skřípov
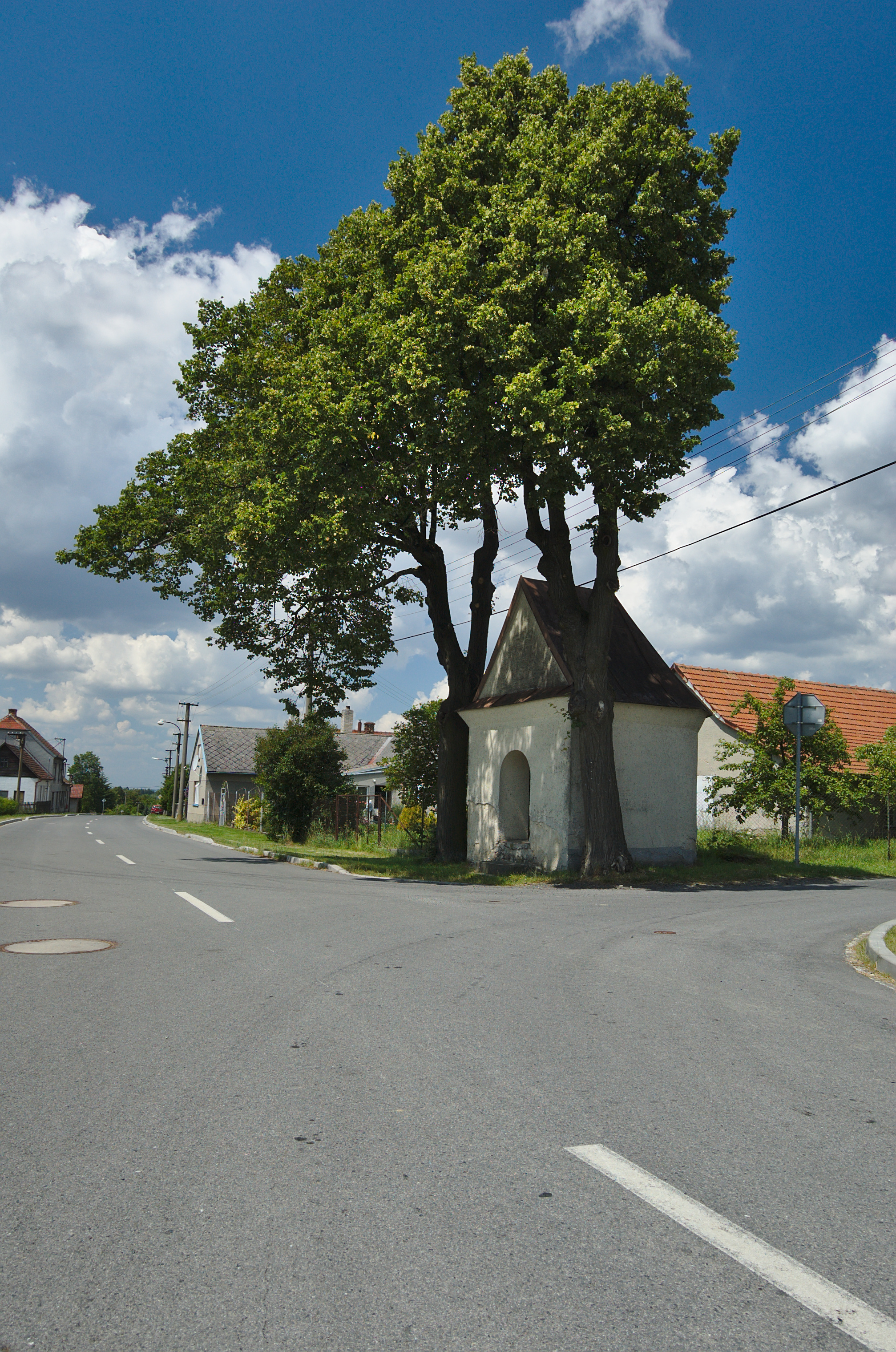
Kaplička svaté Anny
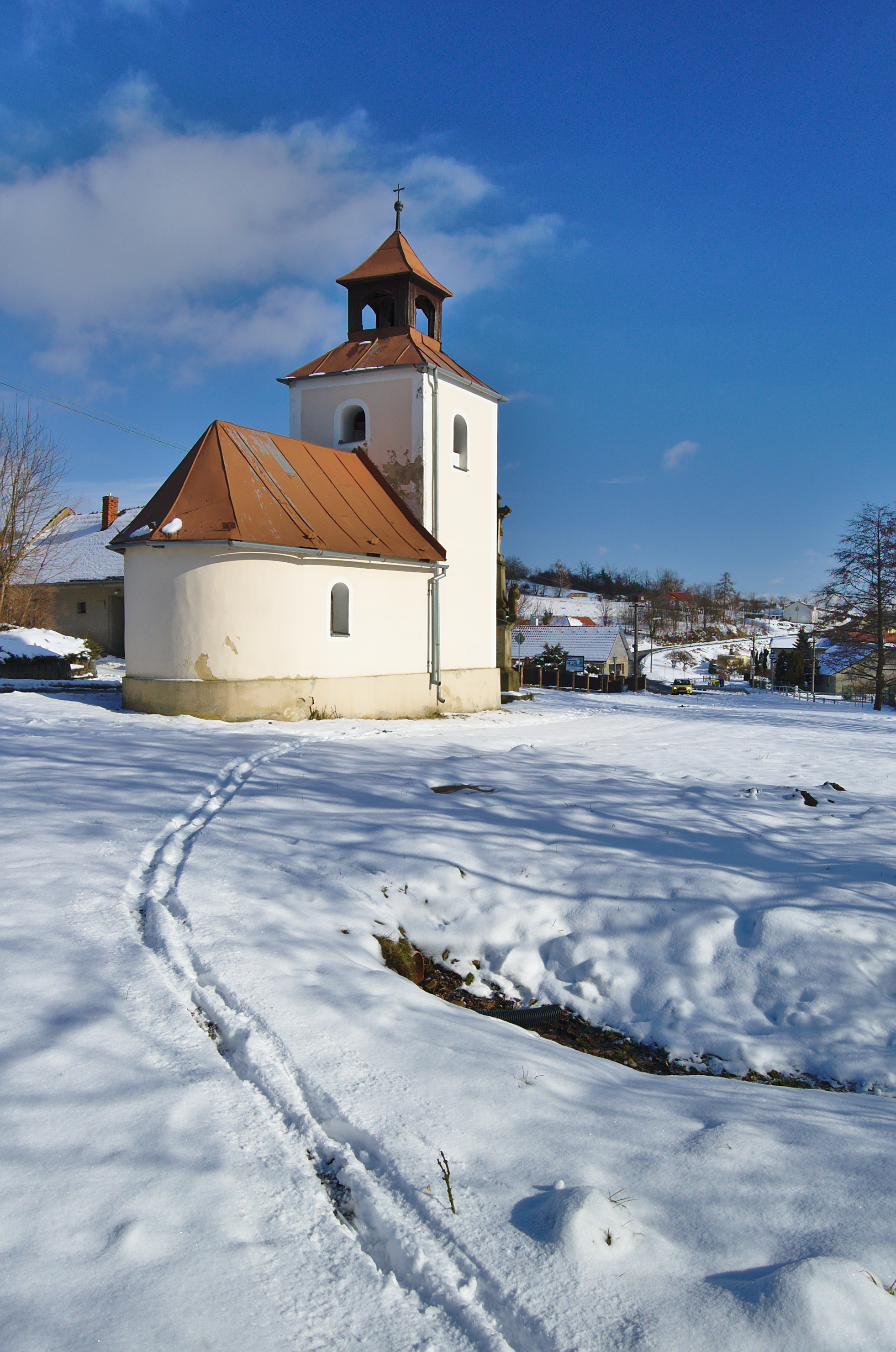
Kaple Sedmibolestné Panny Marie, Dešná
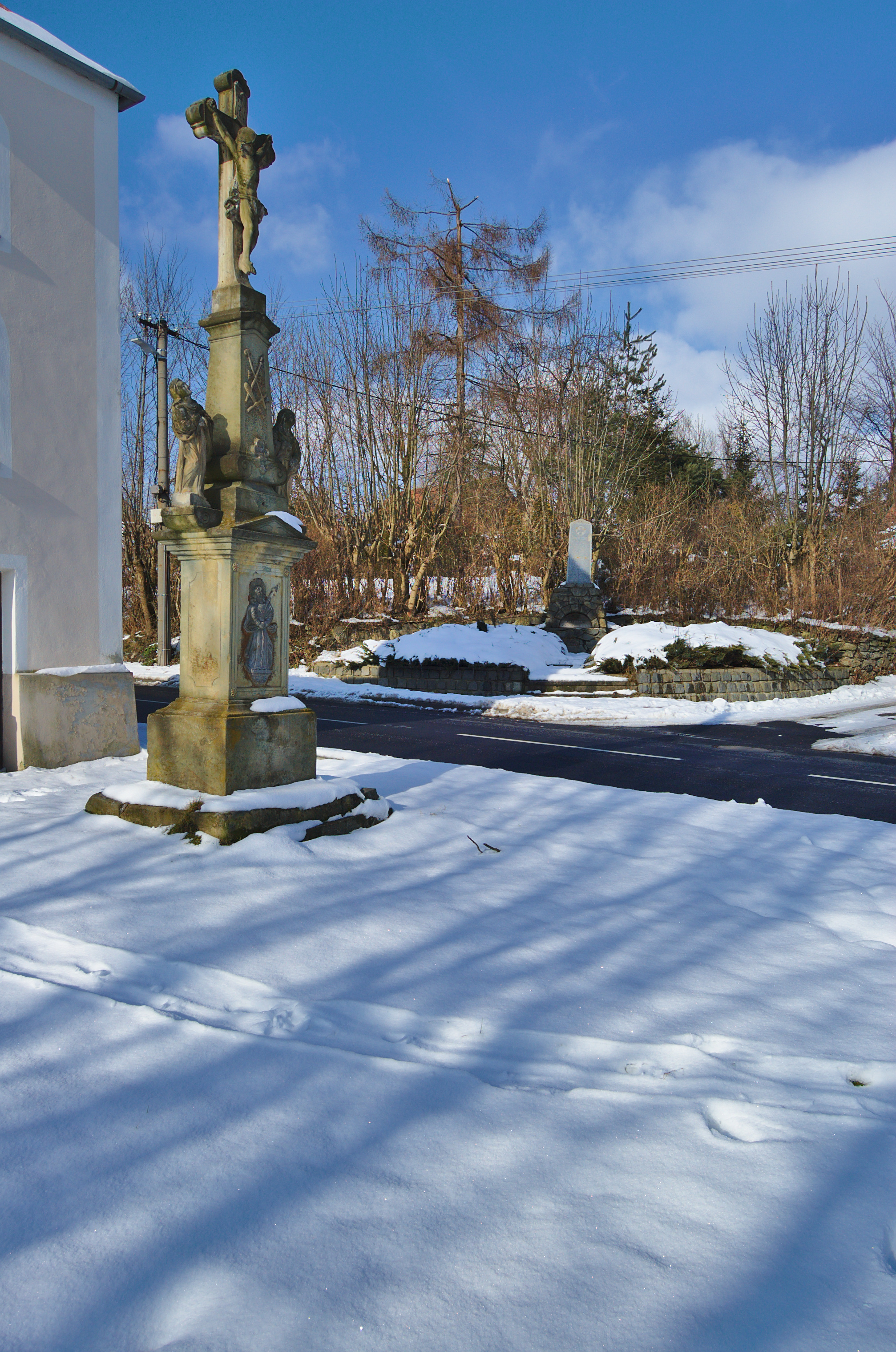
Kříž před kaplí Sedmibolestné Panny Marie, Dešná
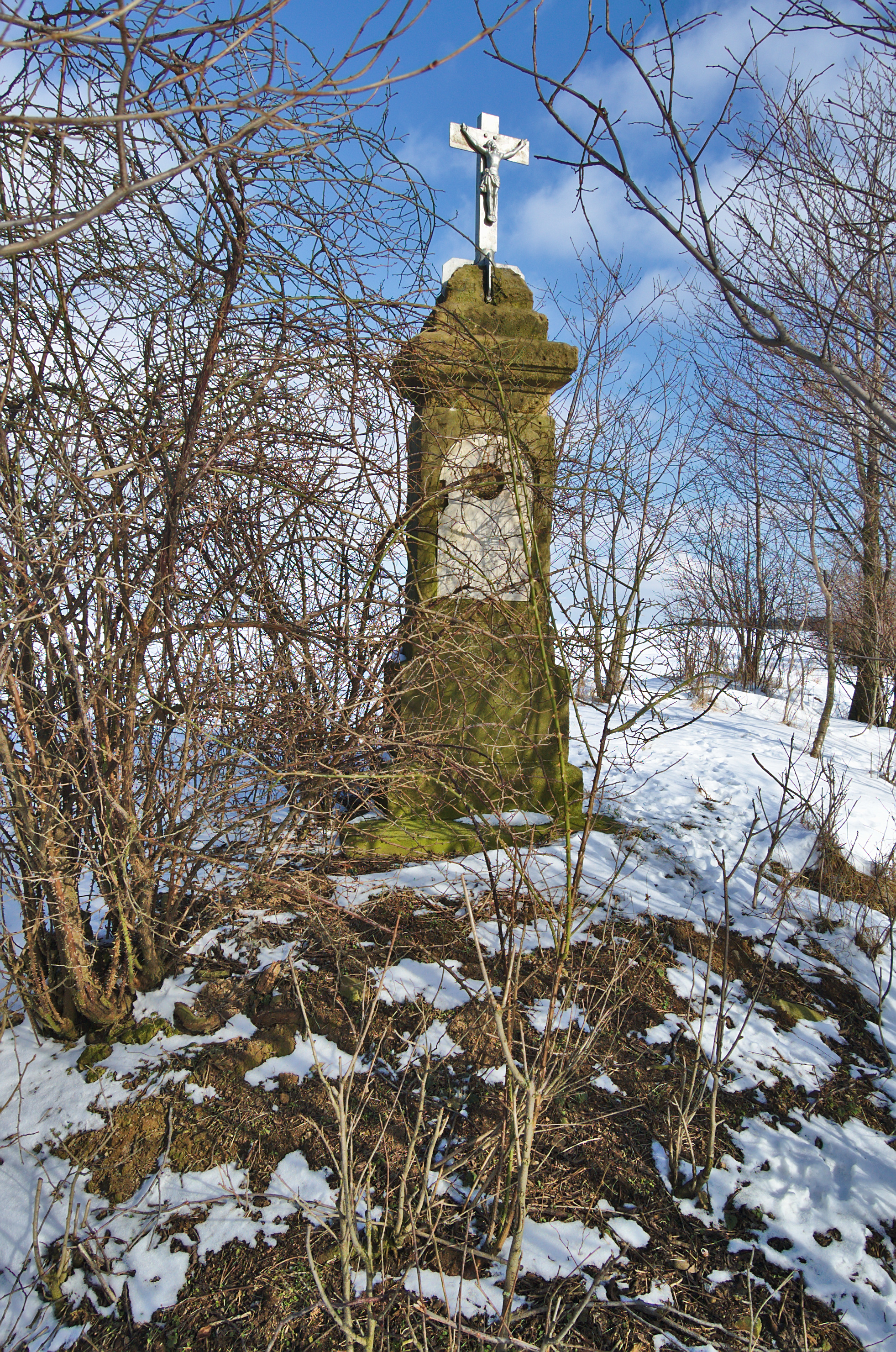
Kříž severně nad obcí, Dešná
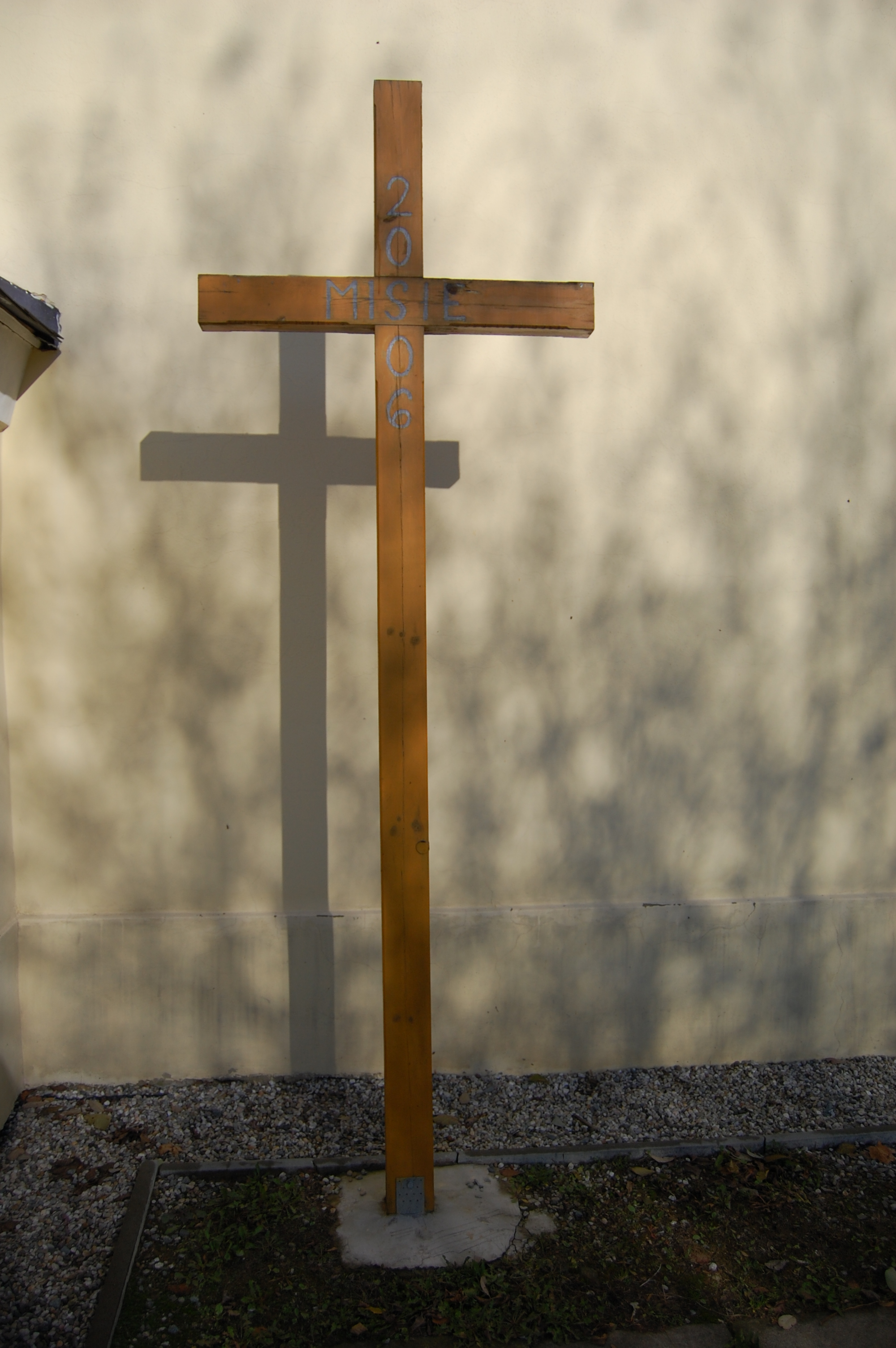
Misijní kříž vedle kostela
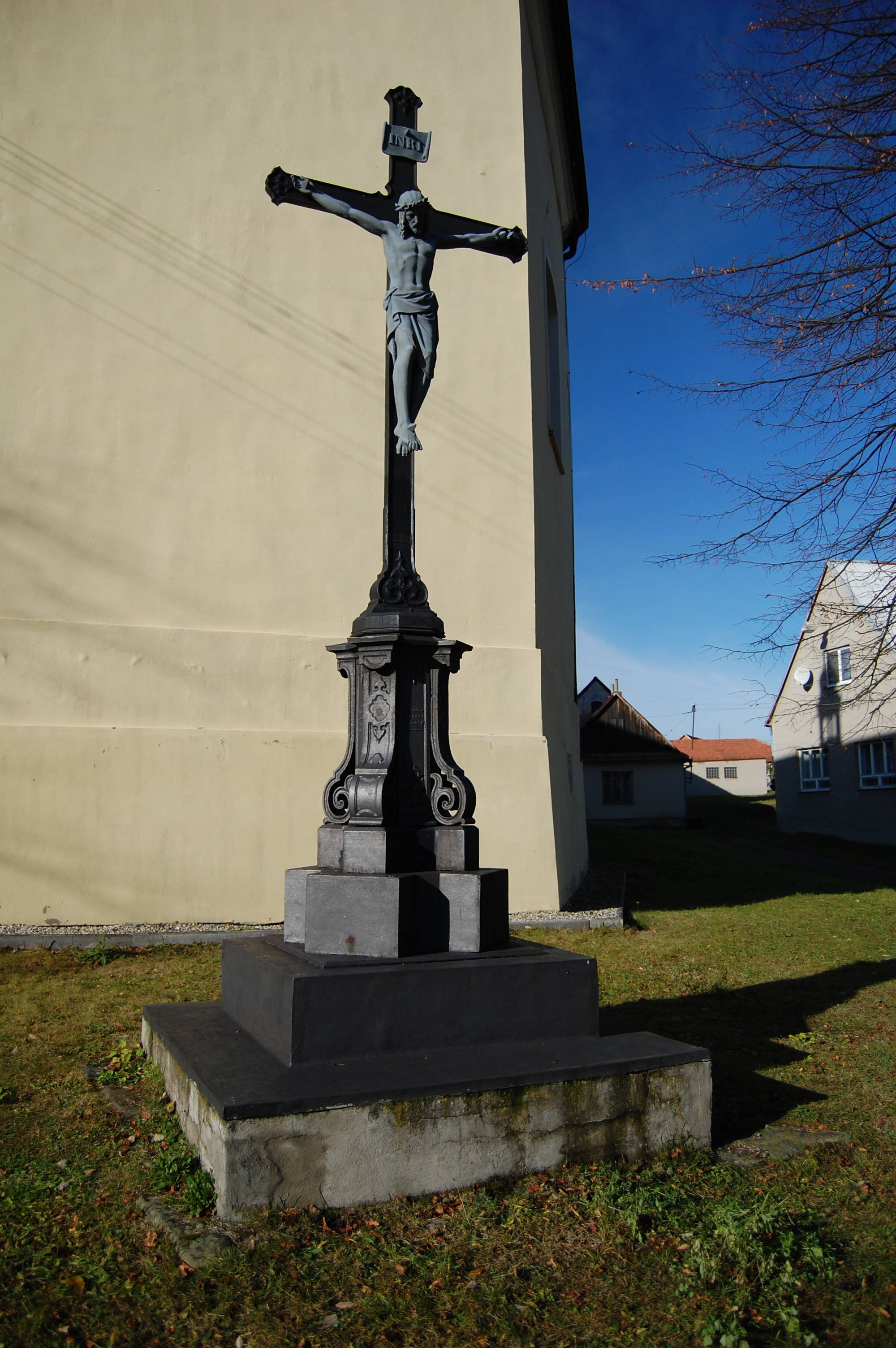
Kříž před kostelem
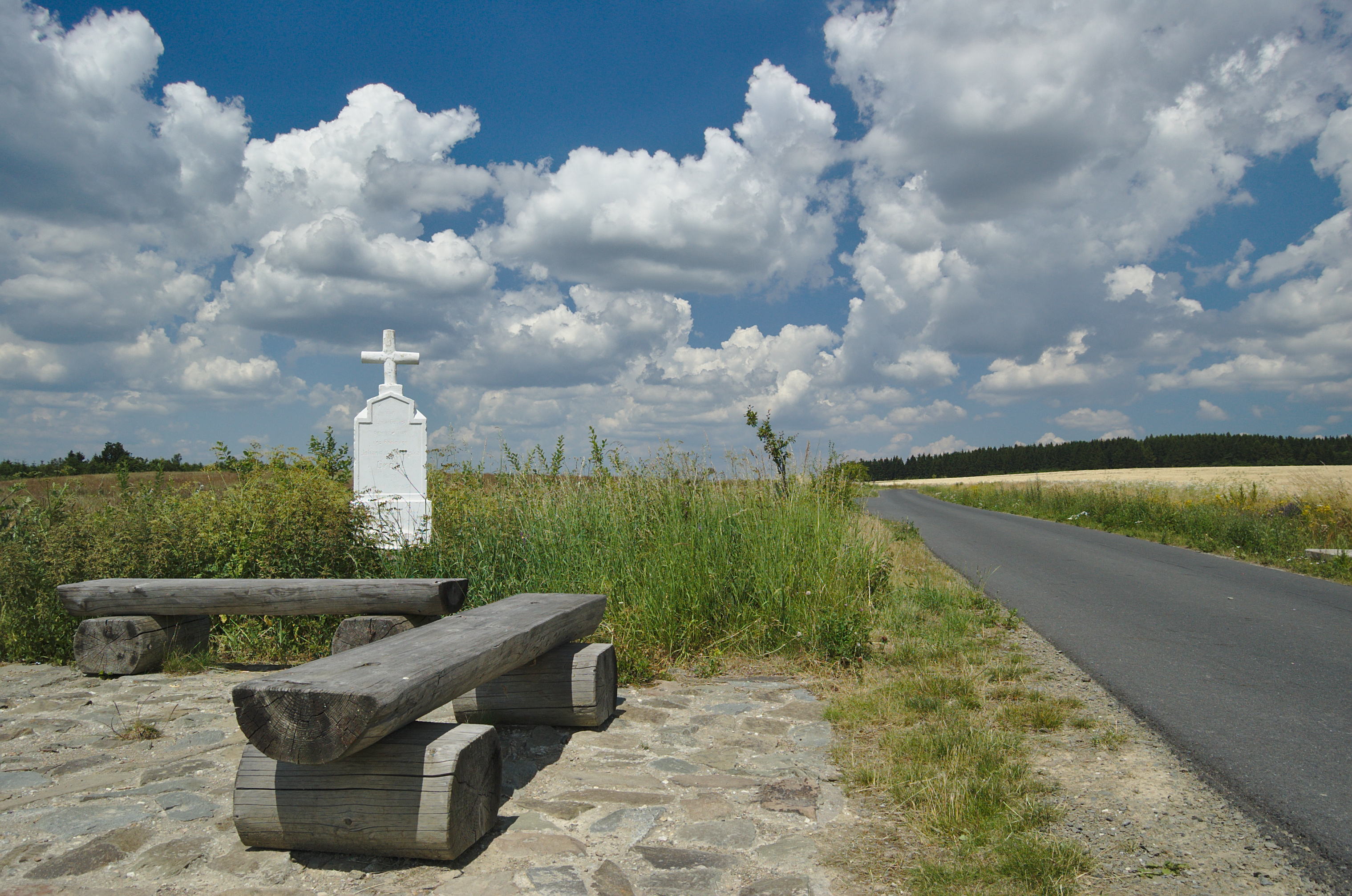
Kříž u cesty směrem na Skřípov